# Eleccions al Parlament del Regne Unit de 2017
Les eleccions al Parlament del Regne Unit de 2017 van ser anunciades el 18 d'abril per la primera ministra, Theresa May, en una compareixença pública inesperada davant del 10 de Downing Street, per a ser efectuades el 8 de juny, anticipant-se tres anys a la data prevista per triar el 57è Parlament.
Amb aquest anunci la primera ministra britànica trencava la reiterada promesa de no fer l'avançament electoral, segons ja es va comprometre en arribar al càrrec, substituint al dimitit David Cameron, poques setmanes després del referèndum del Brèxit, a mitjans de juliol del 2016. La justificació estaria, segons les seves paraules, en el fet que "diversos partits s'oposaven als plans del govern sobre el Brexit", mentre que el país necessitava estabilitat i un lideratge fort per tirar endavant les negociacions amb la Unió Europea.
El cert era que els sondejos del cap de setmana anterior a l'anunci donaven una victòria clara als conservadors, molt per sobre del seu màxim rival, un Partit Laborista molt afeblit: un 44% dels enquestats votaria als tories; un 23% als laboristes; un 12% als liberal demòcrates; i un 10% pel UKIP.
En les primeres reaccions, el líder del laborisme, Jeremy Corbyn, s'hi va manifestar a favor, mentre que la ministra principal escocesa, la independentista Nicola Sturgeon, va acusar May de voler avançar les eleccions per imposar un "Brexit dur". Per la seva part, el líder liberaldemòcrata, Tim Farron, va assegurar que era el moment de canviar el rumb pres pel govern en relació amb el Brexit.
L'endemà, el Parlament britànic va donar llum verda a la moció presentada per Theresa May, sol·licitant la convocatòria, per 522 vots a favor (conservadors, laboristes i liberaldemòcrates) i 13 en contra. El mig centenar de diputats del Partit Nacional Escocès (SNP) a Westminster es van abstenir.

## Resultats
Theresa May va guanyar les eleccions del Regne Unit però perdé la majoria absoluta, doncs el Partit Conservador va obtenir 317 diputats, 14 menys que en les eleccions anteriors, mentre els Partit Laborista obtingué 262, 30 escons més respecte dels comicis de 2015. L’SNP es mantingué com a tercera força amb 35 escons però en baixà 21 i els liberal demòcrates en guanyaren quatre i es consolidaren com a quart partit amb 12.